# Mount Allan Thomson
Mount Allan Thomson är ett berg i Antarktis. Det ligger i Östantarktis. Nya Zeeland gör anspråk på området. Toppen på Mount Allan Thomson är 1 400 meter över havet.
Terrängen runt Mount Allan Thomson är kuperad österut, men västerut är den bergig. Trakten är obefolkad. Det finns inga samhällen i närheten. 